# Arnaud Sélignac
Arnaud Sélignac (* 15. Februar 1957 in Paris) ist ein französischer Film- und Fernsehregisseur sowie Drehbuchautor.

## Leben
Seine Regiedebüt gab er 1984 mit Nemo, es folgten mehr als 40 Produktionen für Film und Fernsehen. Vereinzelt war er auch als Drehbuchautor und Produzent tätig.
1985 und 1992 war er für die Filme Nemo und Felix und der Ausserirdische jeweils im Rahmen des Fantasporto für den International Fantasy Film Award nominiert. Beim Festival du Film Policier de Cognac im Jahr 1993 gewann er den Grand Prix Téléfilm - Special Mention für Une femme pour moi. Auf dem Luchon International Film Festival 2015 wurde er mit dem Pressepreis für den Film Arletty, une passion coupable ausgezeichnet. 

## Filmografie (Auswahl)
- 1984: Nemo (Kino, R, D)
- 1986: Chéreau - L'envers du théâtre (Dokumentation)
- 1998: Sueurs froides (Fernsehserie, 2 Folgen)
- 1990: Ivanov
- 1991: Felix und der Ausserirdische (Gawin, Kino, R, D)
- 1993: Une femme pour moi
- 1994–1995: Aventures dans le Grand Nord (Fernsehserie, 2 Folgen)
- 1995: Entre ces mains-là
- 1996: La Femme de la forêt
- 1996: Flics de choc: La dernière vague
- 1996: Emma - Première mission
- 1997: Vergiß Sarajevo nicht (Si je t'oublie Sarajevo)
- 1998: Week-end!
- 1999: Fleurs de sel
- 2000: Drogenszenen (Scénarios sur la drogue, Episode Quand j'étais petit)
- 2000: Vertiges (Fernsehserie, Folge Phobies)
- 2001: Ma vie en l’air
- 2001: Mausolée pour une garce
- 2003: Die Unbekannte aus der Seine (Aurélien)
- 2004: Péril imminent: Mortel chahut
- 2005: Brasier
- 2005: On ne prête qu'aux riches
- 2005: L’Ordre du temple solaire
- 2006: La Chasse à l'homme (Mesrine)
- 2007: Mariage surprise
- 2007: Un amour de fantôme
- 2007: Vérités assassines
- 2007: Divine Emilie
- 2009: Ce jour-là, tout a changé (Fernsehserie, Folge L'évasion de Louis XVI)
- 2010: Notre Dame des barjots
- 2010: Vieilles Canailles
- 2011: Rani – Herrscherin der Herzen (Rani, Miniserie, 8 Folgen)
- 2014: Mary Higgins Clark: Mysteriöse Verbrechen (Collection Mary Higgins Clark, la reine du suspense, Fernsehserie, eine Folge)
- 2015: Arletty, une passion coupable (R, D)
- 2016: Box 27
- 2019: Sam (Fernsehserie, 4 Folgen)
- 2020: Vulnérables
- 2021: Je te promets (Fernsehserie, 9 Folgen)